# Alexandre Bida

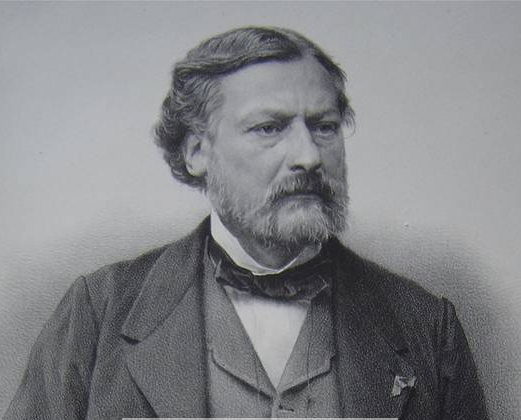
Alexandre Bida.

Alexandre Bida, född den 1 oktober 1823 i Toulouse, död den 2 januari 1895 i Buhl, var en fransk tecknare.
Bida, som var lärjunge till Delacroix, gjorde sitt namn känt genom sina illustrationer till Nya Testamentet, till vilka han gjorde studier under resor i Orienten 1844–1846. Bland hans övriga arbeten kan nämnas Slavmarknaden och De sörjande judarna vid tempelmuren.